# St. Leonhard (Heldburg)

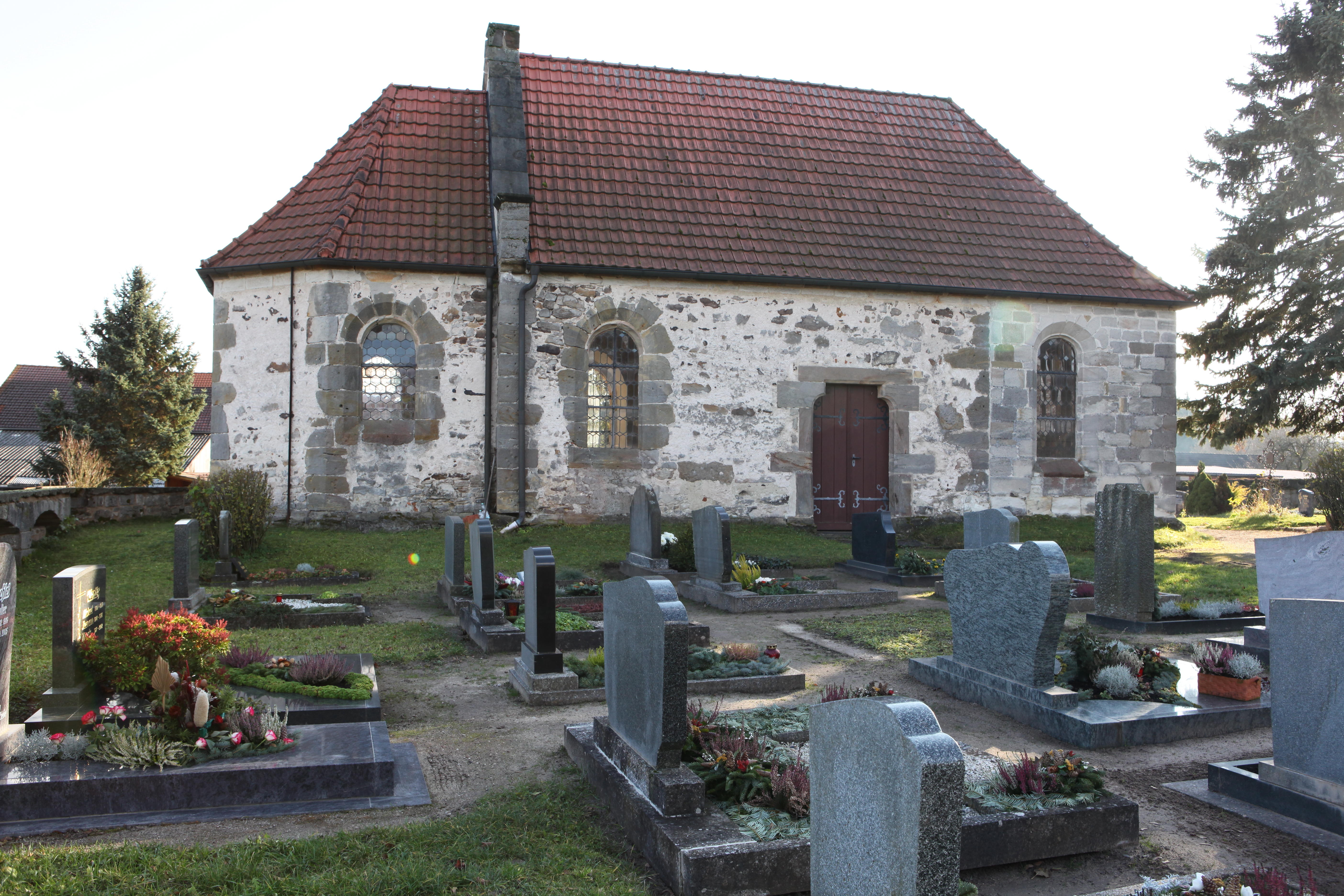
Friedhofskirche in Heldburg

Die denkmalgeschützte Gottesackerkirche St. Leonhard befindet sich in  Heldburg im Landkreis Hildburghausen in Thüringen.
Die Friedhofskapelle ist neben der Stadtkirche und der katholischen Kapelle „Heiliger Geist“ das dritte Kirchengebäude im Stadtteil Heldburg. Nach Auslagerung des Friedhofs an den Stadtrand wurde sie Ende des 15. Jahrhunderts errichtet. 1497 wurde sie erstmals urkundlich erwähnt, war damals aber noch nicht vollendet.
Die Kirche liegt mitten im Friedhof und wird volkstümlich auch Kapelle genannt. Innen befindet sich ein schlichter Altar mit Lesepult und Bänken.
Neben Trauerfeiern werden auch andere kirchliche Veranstaltungen durchgeführt.